# サンパウロ
サンパウロ（São Paulo、ブラジルポルトガル語発音：[sɐ̃w̃ ˈpawlu] ( 音声ファイル)）は、ブラジル南東部に位置する都市。サンパウロ州の州都。
人口約1,200万人。ブラジルのみならず、南半球最大のメガシティである。2016年の都市圏人口（近郊を含む）は2,060万人で、世界第10位、南半球では第1位である。アメリカのシンクタンクが2016年に発表した世界都市ランキングでは、世界34位と評価された。ブラジルの都市としては、リオデジャネイロを凌ぎ首位であった。
略称として SP や S.Paulo と表記される（｢SP」は「サンパウロ州」の略称でもある)。住人の呼称は「パウリスターノ (paulistano)｣、女性形は「パウリスターナ (paulistana)｣。

## 概要
市街地には高層ビルが、郊外には多くの工場が立ち並ぶ大都会で、ブラジルのみならず南米の経済、文化の中心地の一つである。平均収入もブラジルで最も高く、2009年には個人所有のヘリコプターとヘリポートの数が世界一になった。
イタリア系やポルトガル系、スペイン系、ドイツ系、シリア系、レバノン系、ユダヤ系、日系の人口が特に多い他、最近では韓国などのアジア諸国からの移民が増えている。内陸に位置するため、南方60kmの位置に在るサントスを外港とする。
なお、｢サンパウロ (São Paulo)」は、ポルトガル語でキリスト教における聖人の1人である「聖パウロ」の意味。ブラジル日報等の現地日本語メディアでは漢字で、｢聖市」と表記される。

## 地理

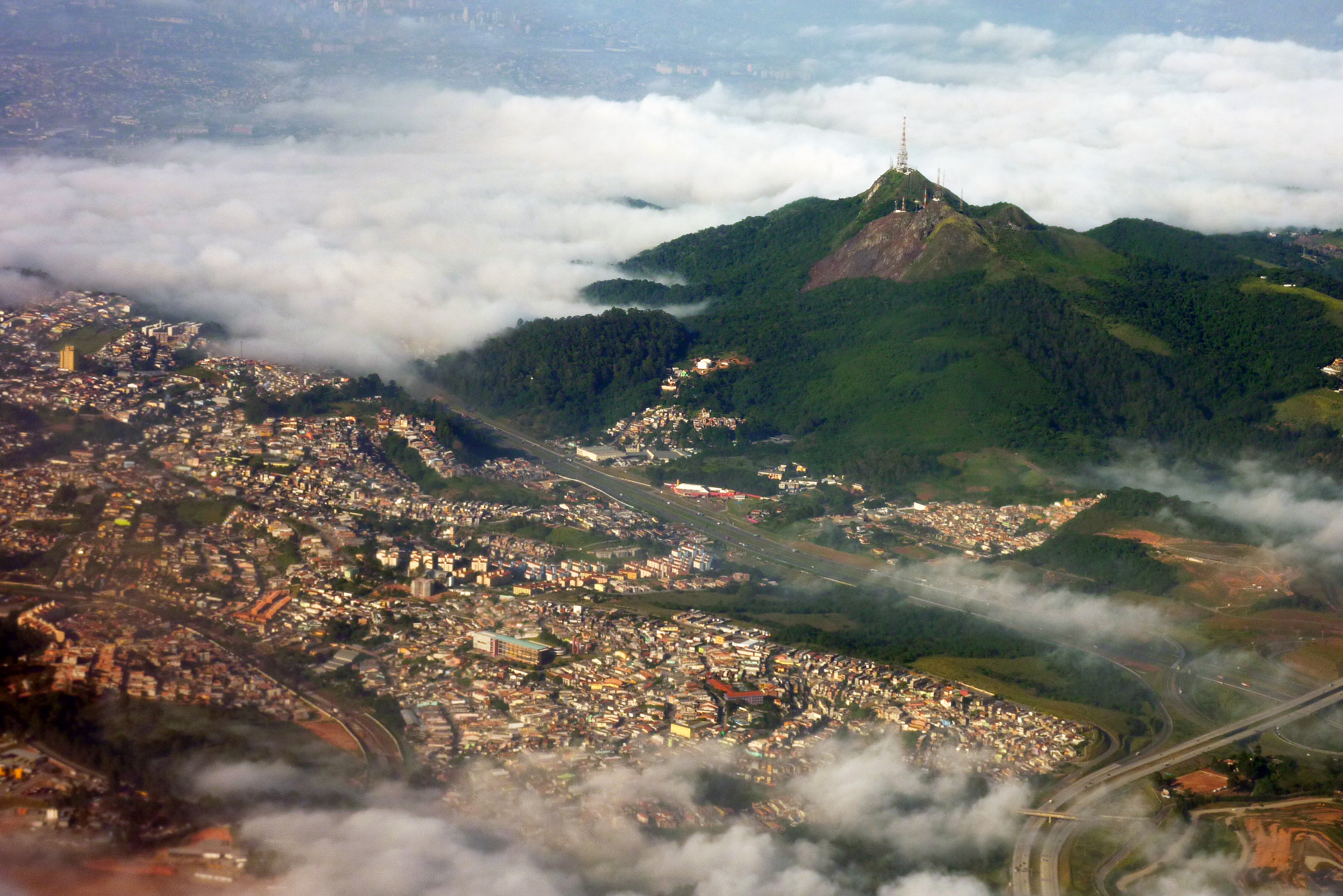
サンパウロで最も高いジャラグア山。標高1,135m

ブラジル南部に位置し、標高は約800m。人口の増加に併せ郊外が拡張を続けている他、近隣都市からの通勤者も増加している。なお、ブラジル第2の都市であるリオデジャネイロからは約450km、外港であるサントスから約60kmの距離にある。
市の中心はセー広場とその周辺のセントロ地区であり、そのすぐ南に東洋人街（旧日本人街）であるリベルダーデが広がる。中心部より南西にはビジネスと金融の中心であるパウリスタ通りがある。
市域および周辺部の大サンパウロ都市圏は生物多様性のホットスポットである大西洋岸森林に位置し、町並みの間に広大なグリーンベルトが広がり、その中にクロホエザル、ピューマ、キマユメガネフクロウなどが生息している。2017年にユネスコの生物圏保護区に指定された。

## 歴史

### 創設期

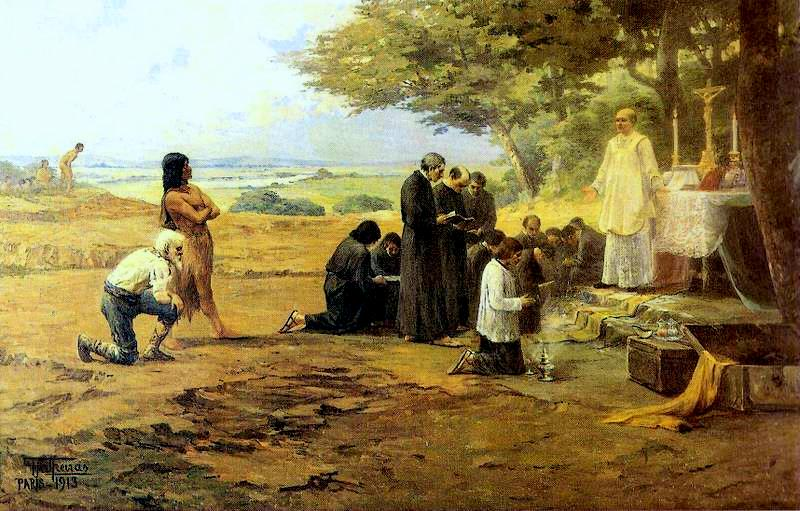
サンパウロの創設（1913年、アントニオ・パレイアス画）

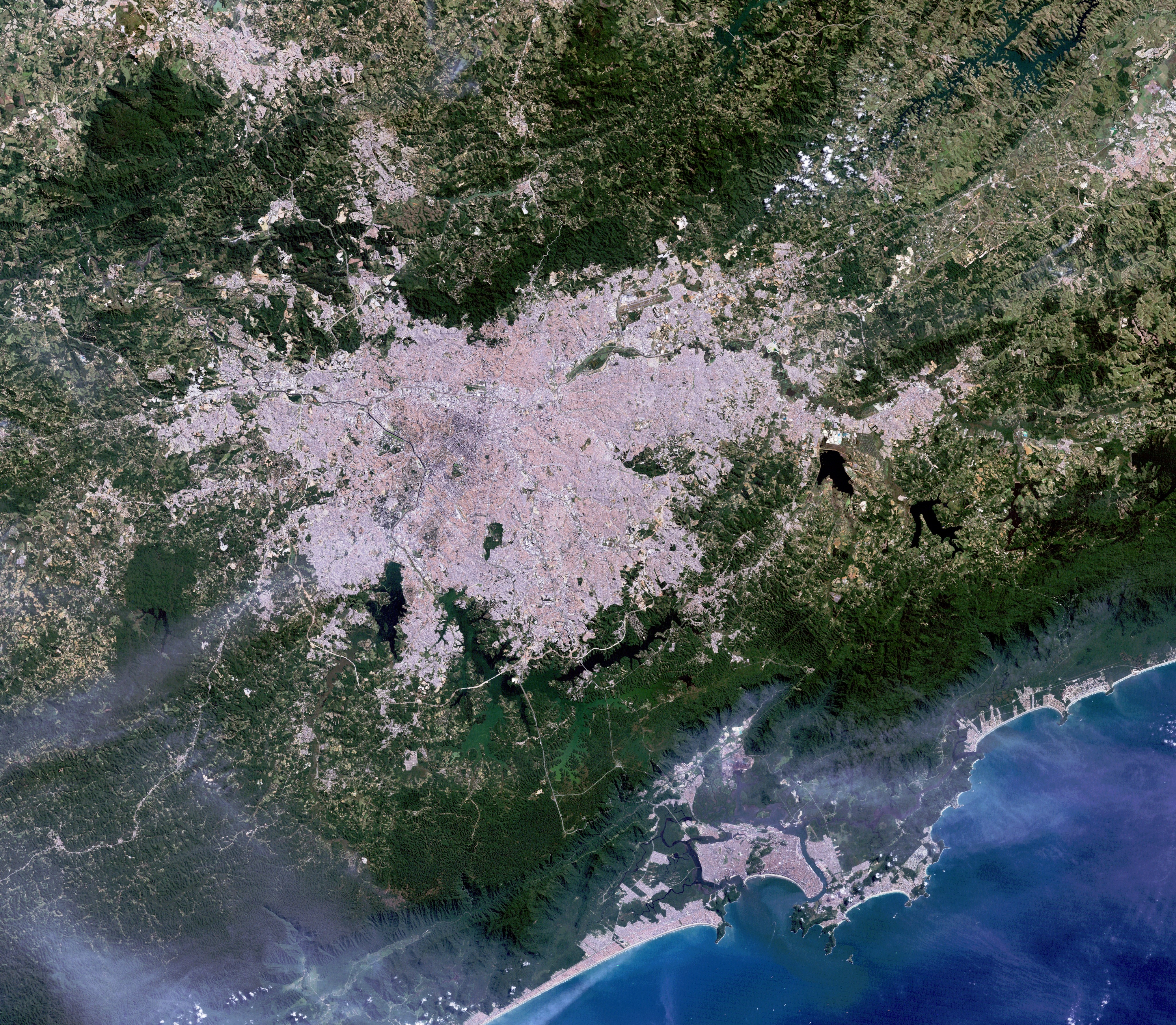
サンパウロの衛星写真

サンパウロの起源は、インディオに対する布教のためポルトガル王ジョアン3世（在位1521年 - 1557年）の依頼で派遣されたイエズス会宣教師団の一人ジョゼ・デ・アンシエタ (José de Anchieta) が1554年に宣教学校を創設した宣教村である。その後人口はゆっくりと増大し、1565年にはサンパウロ市が創設された。しかしサンパウロは内陸に位置し、本国ポルトガルとの連絡に不便であったため、当時のブラジル開発の主力産業であったサトウキビ農園なども立地せず、開発が遅れていた。

### 成長期
サンパウロが成長をはじめるのは17世紀中頃に奥地探検隊バンデイランテス (Bandeirantes) の根拠地となってからである。バンデイランテスはサンパウロの奥地に建設されつつあったイエズス会の教化集落を襲撃し、住民であるインディオを奴隷として海岸部のサトウキビ農園へと売却して行ったが、その過程で奥地の開発が進められ、拠点としてサンパウロの重要性は徐々に上昇していった。また、イエズス会はスペインの支援を受けていたが、バンデイランテスによって撤退を余儀なくされ、その土地にバンデイランテスが進出することによってポルトガルの勢力圏がトルデシリャス条約線を大きく越えて西へ伸びるきっかけとなった。
その後もバンデイランテスの活動は続き、1693年には現在のミナスジェライス州で金鉱を発見し、これがブラジルの発展のきっかけとなった。しかし、金を求めてやってきた山師（靴を履き脛あてをしている姿から、サンパウロ人からは足が羽毛に覆われている鳥にたとえエンボアーバと呼ばれた）たちと、金鉱を発見したサンパウロ市民との対立は悪化し、1708年にはエンボアーバ戦争が勃発。サンパウロは敗れ、ミナスジェライス地方の開発権を失った。しかし、サンパウロの開発方向は西へと向かい、ゴイアス州やマトグロッソ州方面の開発拠点となっていった。1711年には正式に市に昇格した。

### 拡大期
1800年ごろにはサンパウロは国内でも大きな都市となっていたものの、この時期のサンパウロは未だ一地方都市に過ぎず、首都リオデジャネイロとは比べ物にならない小さな都市であった。この状況が一変するのは、1830年ごろにサンパウロ州内でのコーヒー栽培が始まってからである。当初リオデジャネイロ周辺で行われていたコーヒー栽培が、地力の消耗などにより衰退し、適地を求めたコーヒー農家がサンパウロ州北部や西部に入植し、コーヒー栽培を開始した。サンパウロの気候と土地にコーヒーは大変適しており、折からの産業革命によってヨーロッパでコーヒーの需要が爆発的に増加したことを受け、サンパウロはコーヒーの集散地として急速に発展を遂げた。
1867年にはサンパウロと外港サントスとの間に鉄道が開通し、コーヒー経済はさらに拡大していった。1872年にはサンパウロの人口は26000人であったが、1920年には58万人まで増加した。しかしコーヒーブームに沸くサンパウロでは、労働力が不足していた。奴隷制は未だ存続していたものの国内から厳しい批判に晒されていたし、奴隷労働は生産性が低く収益向上の足かせとなっていた。そこで他国からの移民の導入が検討され、1881年にはイタリアなどから移民が始まった。移民は船が着くサントスから列車でサンパウロまで移動し、ここで各地の農場へと割り振られていった。移民の中にはこの街にとどまるものもおり、また農場へ入植した者たちもいくらかはふたたびサンパウロへと移住してきた。こうして、サンパウロは移民が世界中から集まる街となり、国際化が進む。

### カフェ・コン・レイテ期
1889年に奴隷解放からブラジル帝国が崩壊すると、新しく成立した政府は地方分権的なものとなり、各州中で最も経済的に有力なサンパウロ州の発言権は非常に増大した。1894年にはサンパウロ出身のプルデンテ・デ・モライス大統領が就任し、この年から1930年まで、サンパウロ州とミナスジェライス州が交互に大統領を出す「カフェ・コン・レイテ」期が続く。これにより政治力をも得たサンパウロの経済はさらに発展していった。
1908年には、最初の日本からの正式移民が笠戸丸でサントス港に到着する。その後も続く日本人移民はサンパウロ州を中心に定着し、やがてサンパウロに日本人街を形成した。

### 護憲革命
カフェ・コン・レイテ期は1930年のジェトゥリオ・ドルネレス・ヴァルガス政権成立によって崩壊するが、それを不満としたサンパウロは1932年に「護憲革命」を起こしたものの、サンパウロ以外の諸州の賛同を得られず失敗した。
この時期には世界恐慌の影響によりコーヒー価格も暴落し、コーヒー・ブームは終息したものの、第二次世界大戦後の1950年代に、開発路線をとるヴァルガス政権や以後の歴代政府によって経済開発がおこなわれ、ブラジル最大の産業都市としてのサンパウロの地位は揺らがなかった。

### 近年
1960年には、同年に首都の座を離れたリオデジャネイロの人口を超えブラジル最大の都市となった。「ブラジルの奇跡」と呼ばれた1960年代から1970年代初頭にかけての高度経済成長期には、日本や西ドイツ、アメリカなどからの外国企業の進出が相次いだ。
1970年3月11日、日本のサンパウロ総領事が誘拐される事件が発生。誘拐犯が大口総領事が公邸に戻る最中の車両を狙い、自動車で囲み拉致したもの。ブラジル政府が解決に乗り出し、誘拐犯の要求を受け入れたため、総領事は同年3月15日に解放された。
1974年2月1日、市内の25階建てのビルで火災が発生。死者・行方不明者174人以上（ジョエルマビル火災の項を参照のこと）。
1974年には地下鉄1号線が開通し、1985年には近郊にグアルーリョス国際空港が開港した。1980年代の経済停滞時期、2000年代以降においてもブラジルの経済を引っ張る存在である。

## 気候
気候は1年を通じて変化に富み、12月から2月ごろの夏は気温が摂氏30℃を越えることもある反面、6月から8月頃の冬は10℃以下に下がり霜がおりることもある。ケッペンの気候区分では温暖湿潤気候 (Cfa) に属する。
| サンパウロ（1961 - 1990年、最低気温記録は1931年以降）の気候              | サンパウロ（1961 - 1990年、最低気温記録は1931年以降）の気候 | サンパウロ（1961 - 1990年、最低気温記録は1931年以降）の気候 | サンパウロ（1961 - 1990年、最低気温記録は1931年以降）の気候 | サンパウロ（1961 - 1990年、最低気温記録は1931年以降）の気候 | サンパウロ（1961 - 1990年、最低気温記録は1931年以降）の気候 | サンパウロ（1961 - 1990年、最低気温記録は1931年以降）の気候 | サンパウロ（1961 - 1990年、最低気温記録は1931年以降）の気候 | サンパウロ（1961 - 1990年、最低気温記録は1931年以降）の気候 | サンパウロ（1961 - 1990年、最低気温記録は1931年以降）の気候 | サンパウロ（1961 - 1990年、最低気温記録は1931年以降）の気候 | サンパウロ（1961 - 1990年、最低気温記録は1931年以降）の気候 | サンパウロ（1961 - 1990年、最低気温記録は1931年以降）の気候 | サンパウロ（1961 - 1990年、最低気温記録は1931年以降）の気候 |
| 月                                                                       | 1月                                                         | 2月                                                         | 3月                                                         | 4月                                                         | 5月                                                         | 6月                                                         | 7月                                                         | 8月                                                         | 9月                                                         | 10月                                                        | 11月                                                        | 12月                                                        | 年                                                          |
| ------------------------------------------------------------------------ | ----------------------------------------------------------- | ----------------------------------------------------------- | ----------------------------------------------------------- | ----------------------------------------------------------- | ----------------------------------------------------------- | ----------------------------------------------------------- | ----------------------------------------------------------- | ----------------------------------------------------------- | ----------------------------------------------------------- | ----------------------------------------------------------- | ----------------------------------------------------------- | ----------------------------------------------------------- | ----------------------------------------------------------- |
| 最高気温記録 °C （°F）                                                   | 34.2 (93.6)                                                 | 34.6 (94.3)                                                 | 33.6 (92.5)                                                 | 31.3 (88.3)                                                 | 29.8 (85.6)                                                 | 28.9 (84)                                                   | 29.3 (84.7)                                                 | 33 (91)                                                     | 37.4 (99.3)                                                 | 34.4 (93.9)                                                 | 35.2 (95.4)                                                 | 35.7 (96.3)                                                 | 37.4 (99.3)                                                 |
| 平均最高気温 °C （°F）                                                   | 27.4 (81.3)                                                 | 28 (82)                                                     | 27.3 (81.1)                                                 | 25.1 (77.2)                                                 | 23 (73)                                                     | 21.7 (71.1)                                                 | 21.8 (71.2)                                                 | 23.3 (73.9)                                                 | 23.9 (75)                                                   | 24.7 (76.5)                                                 | 25.9 (78.6)                                                 | 26.3 (79.3)                                                 | 24.5 (76.1)                                                 |
| 日平均気温 °C （°F）                                                     | 22.2 (72)                                                   | 22.4 (72.3)                                                 | 21.7 (71.1)                                                 | 19.8 (67.6)                                                 | 17.6 (63.7)                                                 | 16.4 (61.5)                                                 | 15.8 (60.4)                                                 | 17.1 (62.8)                                                 | 17.8 (64)                                                   | 19 (66)                                                     | 20.3 (68.5)                                                 | 21.2 (70.2)                                                 | 18.5 (65.3)                                                 |
| 平均最低気温 °C （°F）                                                   | 18.7 (65.7)                                                 | 18.8 (65.8)                                                 | 18.2 (64.8)                                                 | 16.3 (61.3)                                                 | 13.9 (57)                                                   | 12.3 (54.1)                                                 | 11.7 (53.1)                                                 | 12.8 (55)                                                   | 13.9 (57)                                                   | 15.3 (59.5)                                                 | 16.5 (61.7)                                                 | 17.8 (64)                                                   | 14.5 (58.1)                                                 |
| 最低気温記録 °C （°F）                                                   | 10.2 (50.4)                                                 | 11.2 (52.2)                                                 | 10.9 (51.6)                                                 | 6 (43)                                                      | 5.2 (41.4)                                                  | 0.9 (33.6)                                                  | 0.2 (32.4)                                                  | −2.2 (28)                                                   | 2.1 (35.8)                                                  | 4.2 (39.6)                                                  | 6.9 (44.4)                                                  | 7.3 (45.1)                                                  | −2.2 (28)                                                   |
| 降水量 mm （inch）                                                       | 240 (9.45)                                                  | 250 (9.84)                                                  | 160 (6.3)                                                   | 80 (3.15)                                                   | 70 (2.76)                                                   | 60 (2.36)                                                   | 40 (1.57)                                                   | 30 (1.18)                                                   | 70 (2.76)                                                   | 130 (5.12)                                                  | 140 (5.51)                                                  | 190 (7.48)                                                  | 1,460 (57.48)                                               |
| 平均降水日数                                                             | 18                                                          | 16                                                          | 13                                                          | 9                                                           | 9                                                           | 6                                                           | 7                                                           | 7                                                           | 9                                                           | 11                                                          | 13                                                          | 16                                                          | 134                                                         |
| 平均月間日照時間                                                         | 148.8                                                       | 150.8                                                       | 145.7                                                       | 141.0                                                       | 151.9                                                       | 144.0                                                       | 164.3                                                       | 155.0                                                       | 126.0                                                       | 136.4                                                       | 144.0                                                       | 130.2                                                       | 1,738.1                                                     |
| 出典1：INMET — Clima, Hong Kong Observatory for data of sunshine hours   |                                                             |                                                             |                                                             |                                                             |                                                             |                                                             |                                                             |                                                             |                                                             |                                                             |                                                             |                                                             |                                                             |
| 出典2：World Weather Information Service, for data of precipitation days |                                                             |                                                             |                                                             |                                                             |                                                             |                                                             |                                                             |                                                             |                                                             |                                                             |                                                             |                                                             |                                                             |

## 経済

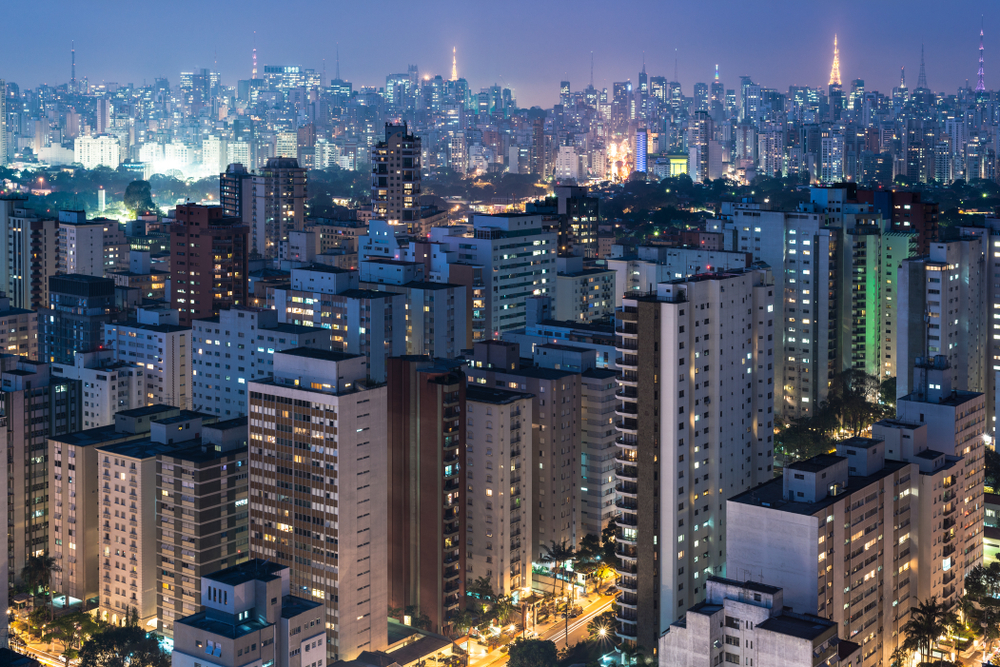
サンパウロのスカイライン

### 経済・流通の中心

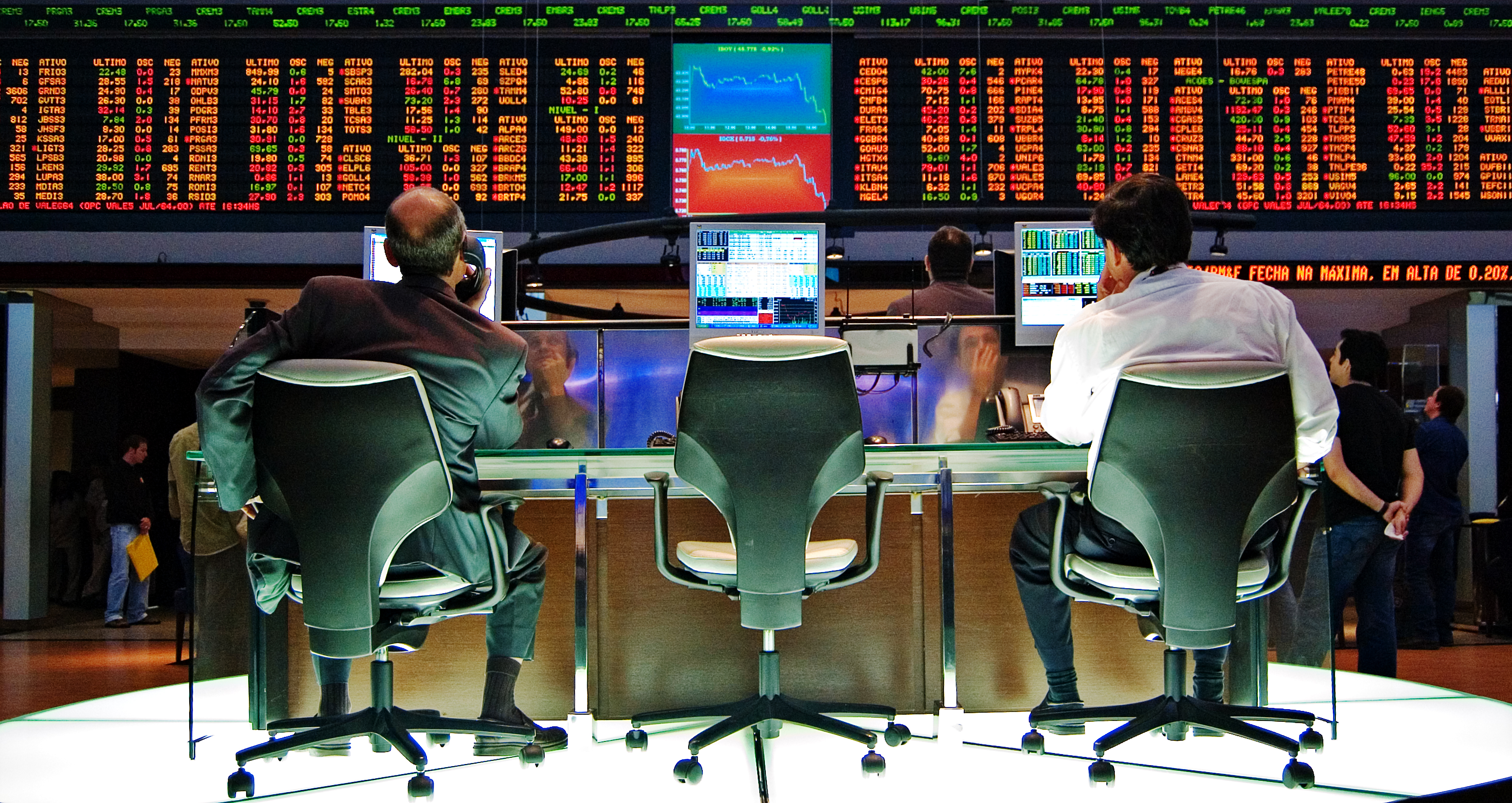
BM&F Bovespa

2014年の都市圏GDPは4,093億ドルであり、世界15位、南米では首位である。ブラジル最大の都市で南アメリカの経済・流通の中心地であるサンパウロには、日本やアメリカ、スペインやドイツなどの世界中の大企業や金融機関などが古くから多数進出しており、パウリスタ通り近辺や新ビジネスエリアにはこれらの企業のオフィスが集中している。
また、郊外に点在する工業団地には、内外の大企業の自動車やコンピュータ、家電製品の工場が立ち並び、メルコスール加盟後の好調なブラジル経済を反映して活況を呈している。また、市内には数多くのショッピングセンターや大規模スーパー、コンビニエンスストアなどが立ち並び、消費トレンドの面でもブラジルのみならず中南米の経済をリードする存在である。

### サンパウロ証券取引所
サンパウロ証券取引所 (Bovespa) は中南米最大の取引高を誇っており、特に2000年代以降の海外からの投資の増加を反映して活況を呈している。2013年9月、アメリカのダウ・ジョーンズらの調査によると、世界第36位の金融センターと評価されており、南米では第1位である。

### 社会問題
その反面、市内を流れるピニェイロス川とチエテ川の汚染や、自動車の排気ガスや工場の排気による公害、100万人以上が市内に点在する貧民街に住んでいるといわれる都市型貧困とそれに起因する犯罪の増加、市内中心部の慢性的な交通渋滞などが深刻な社会問題となっている。治安は非常に悪い。

## 交通
サンパウロ市内やその近郊には、路線バスと地下鉄、鉄道の路線網が密接に張り巡らされており、加えて、タクシーもポピュラーな移動手段である。他の都市との移動は、高速道路を使った長距離バスや旅客機での移動が主流である。

### 鉄道と地下鉄

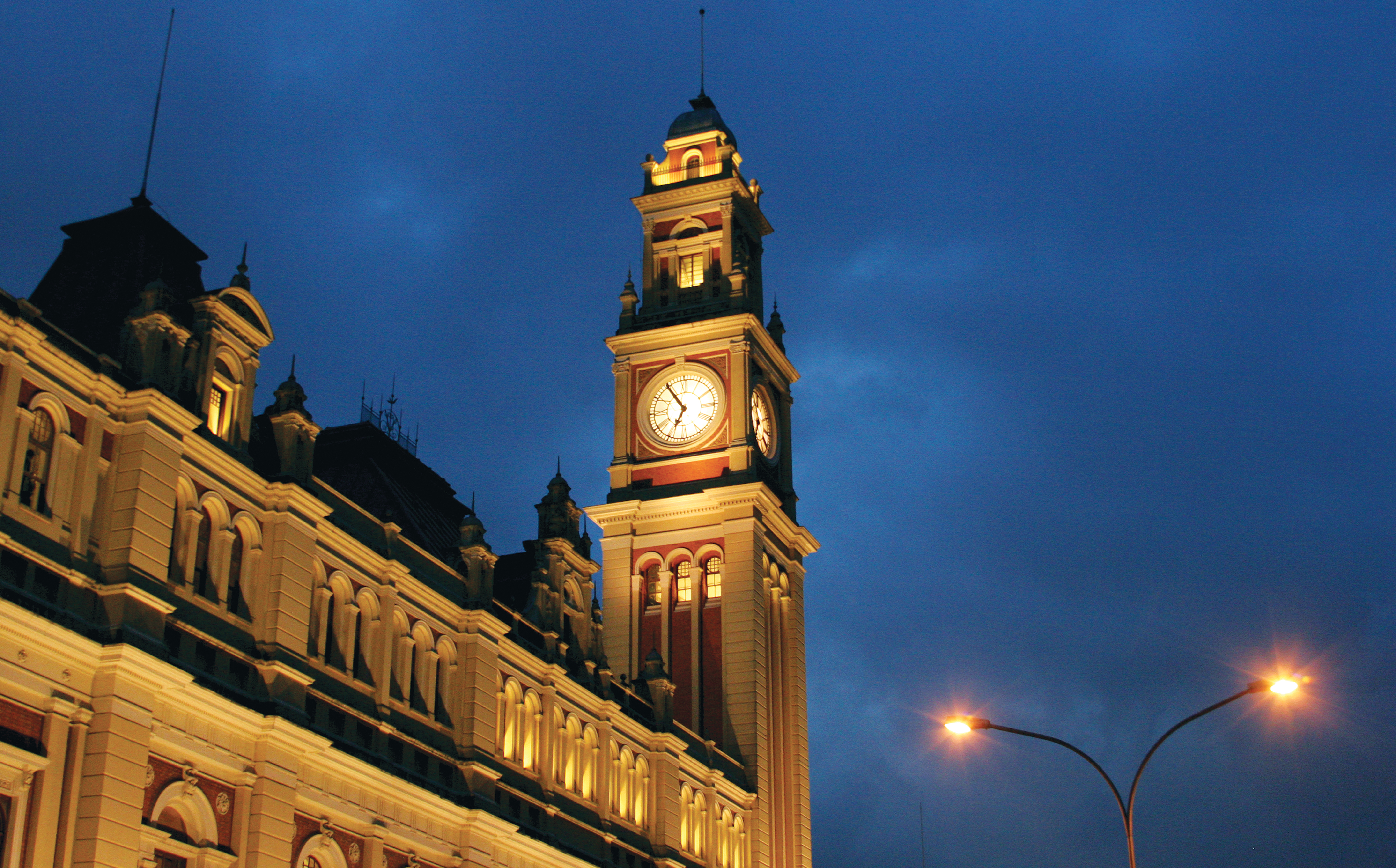
サンパウロ地下鉄及びCPTMのターミナル駅として機能するルス駅

地下鉄と郊外電車があり、サンパウロ・メトロがサンパウロ地下鉄を、郊外電車はサンパウロ都市圏鉄道会社 (CPTM) によって運営されており、両者が一体となった都市鉄道網を形成している。

### 市内バス
サンパウロ市内には市内および市内と郊外を結ぶバスの路線が縦横に張り巡らされている。市内バスは前扉から乗り、車内の車掌に運賃（均一）を支払った後、後扉から降車する。1990年代最初までは逆に「後乗り前降り」であったが、後扉から降車する客もいたため変更された。
路線によっては運転席側にも前後の扉があり、鉄道のように停留所の位置によって右側・左側と乗降扉が変化するブラジルでも比較的珍しい扉配置である。通常のバスに加えてトロリーバスや連接バスの運行もある。
現在ではBilhete Unicoと呼ばれる地下鉄と連携したICカードシステムが導入されており、他のバスや地下鉄に乗り継ぐ際に限り通常料金より安い運賃で利用できる。ただし、市内を走るバスのうち、扉が1つしかない観光バスや、Metropolitanoと書かれた郊外バスは運賃が異なる。
行先や経由地に地下鉄のマーク（上下の矢印を組み合わせたマーク）を描くことで地下鉄駅に行くことを示している。

### 長距離バス

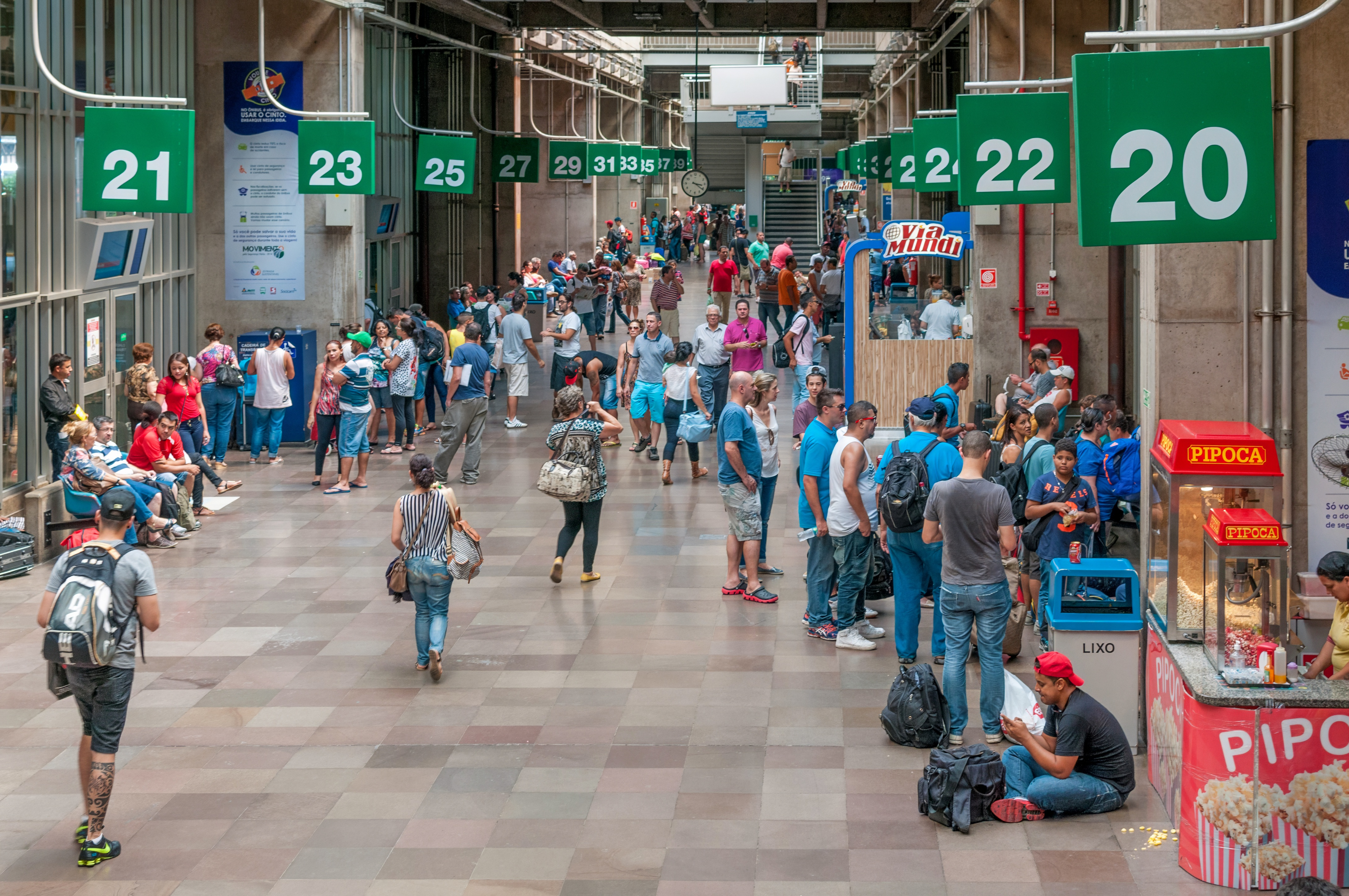
チエテバスターミナル

市内のチエテ (Tietê) にはニューヨークのものに次いで世界で2番目の規模という遠距離バス用の巨大なターミナルがある。1982年に営業開始したもので、一階には港の桟橋を思わせる櫛の歯状の多数の乗り場があり、2階には待合室や売店、レストランの他に何十という国内線・国際線のバス会社のブースが並び、警察 (Policia Civil) の出張所もある。地下鉄のチエテ駅（かつてはポルトゲーザ・チエテ/ Portuguesa-Tietêという名称だった）に直結している。
リオデジャネイロとの間には、「コメッタ」や「エスプレッソ・ブラジレイロ」などの複数のバス会社により、多い時間帯には5 - 10分に1本の割合でバスが運行されている他、グアルーリョス国際空港やヴィラコッポス国際空港との間や、ブラジルのほとんどの都市の間を結ぶだけでなく、モンテビデオやブエノスアイレス、アスンシオン、サンティアゴ・デ・チレへの国際線も多数運行されている。
チエテの他にも、行先はサンパウロ州内各都市に限られるが、バハフンダ (Barra Funda)、ブレッセル (Bresser)、ジャバクアラ (Jabaquara) の3か所にもバスターミナルがある。いずれも同名の地下鉄駅に直結している。

## 空港
サンパウロ市内と近郊にある3つの空港が、旅客用と貨物用に使用されている。他にも自家用機専用の小規模な空港もある。なお、ヘリコプターの運航数は世界有数を誇り、多くのビルの屋上などにヘリパッドが用意されている。

### コンゴーニャス

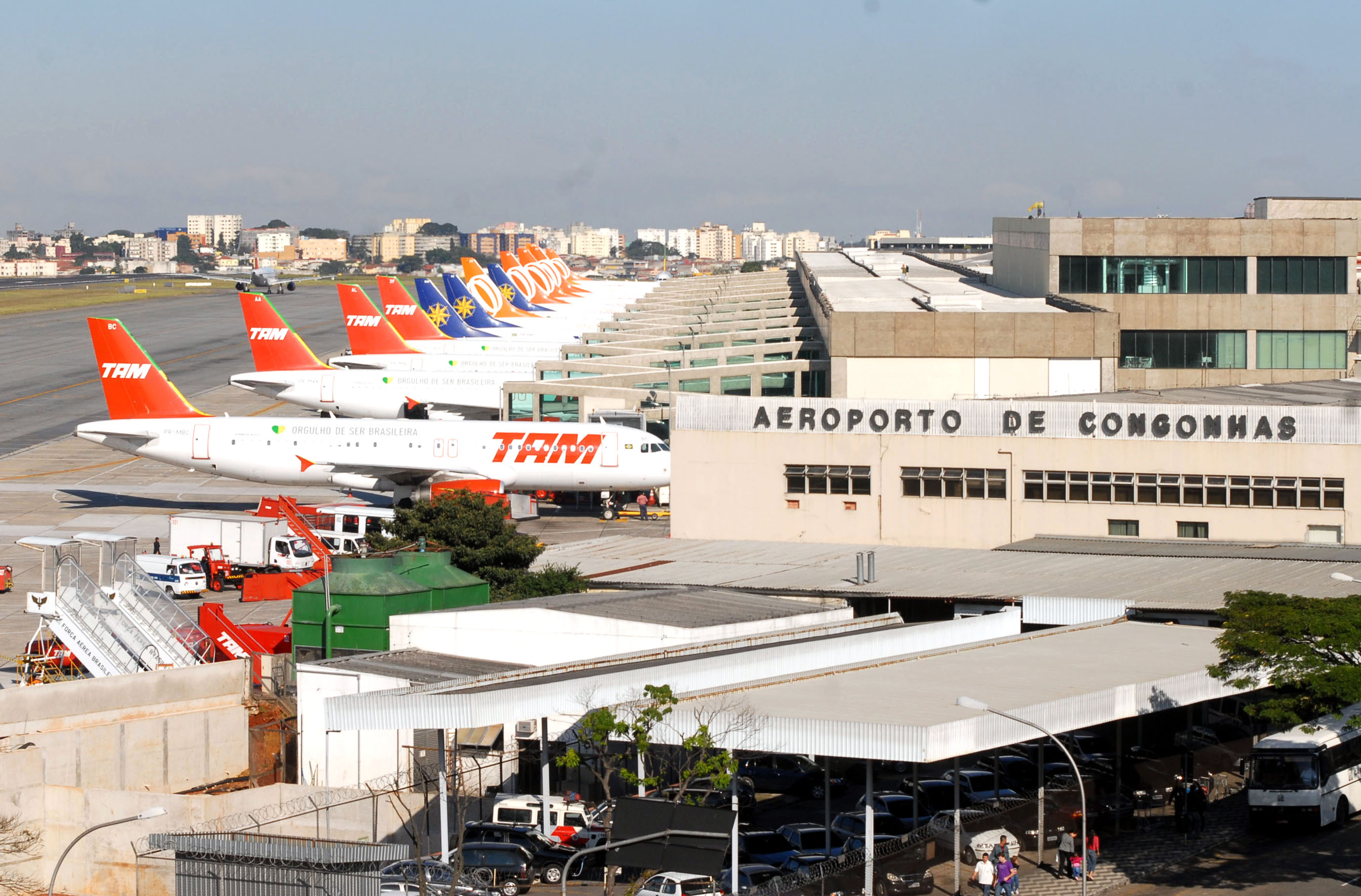
コンゴーニャス空港

市内中心地から車で20分程度の距離にあるコンゴーニャス空港は、現在国内線専用に使用されている。かつては近距離国際線も乗り入れていたが、滑走路長が短いことや、国内線の乗り入れ数が増大したことから現在は国内線専用となっている。
コンゴーニャス空港とブラジル第2の都市であるリオデジャネイロ市内にあるサントス・デュモン空港の間には、「ポンチ・アエーレア」（Ponte Aérea、空の架け橋）と呼ばれるシャトル便が、LATAM ブラジルやゴル航空などによって、日中の時間帯には10分に1便程度の頻度で運行されており、世界でも有数の搭乗者数を誇る路線となっている。

### グアルーリョス

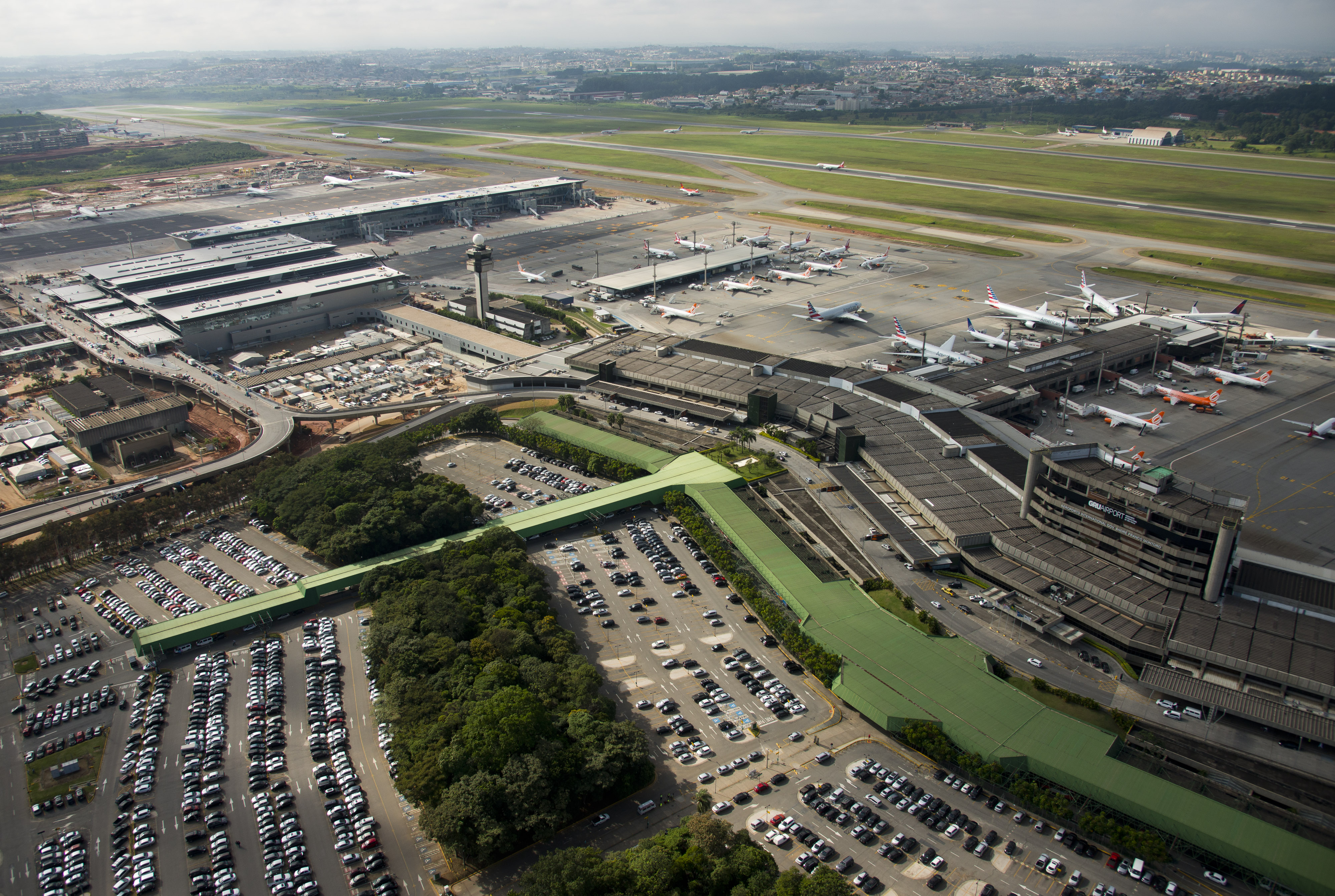
グアルーリョス国際空港

市内中心部から車で40分程度の距離にあるグアルーリョス国際空港は、ブラジルおよび南アメリカ最大の国際空港で、中南米南部の空の玄関口となっているハブ空港である。
LATAM ブラジル空港の拠点空港であるほか、多数の国内線と国際線、貨物便が乗り入れている。なお、近年の航空需要の増大により、新旅客ターミナルビルの建設を含む拡張工事が行われている。

### ヴィラコッポス

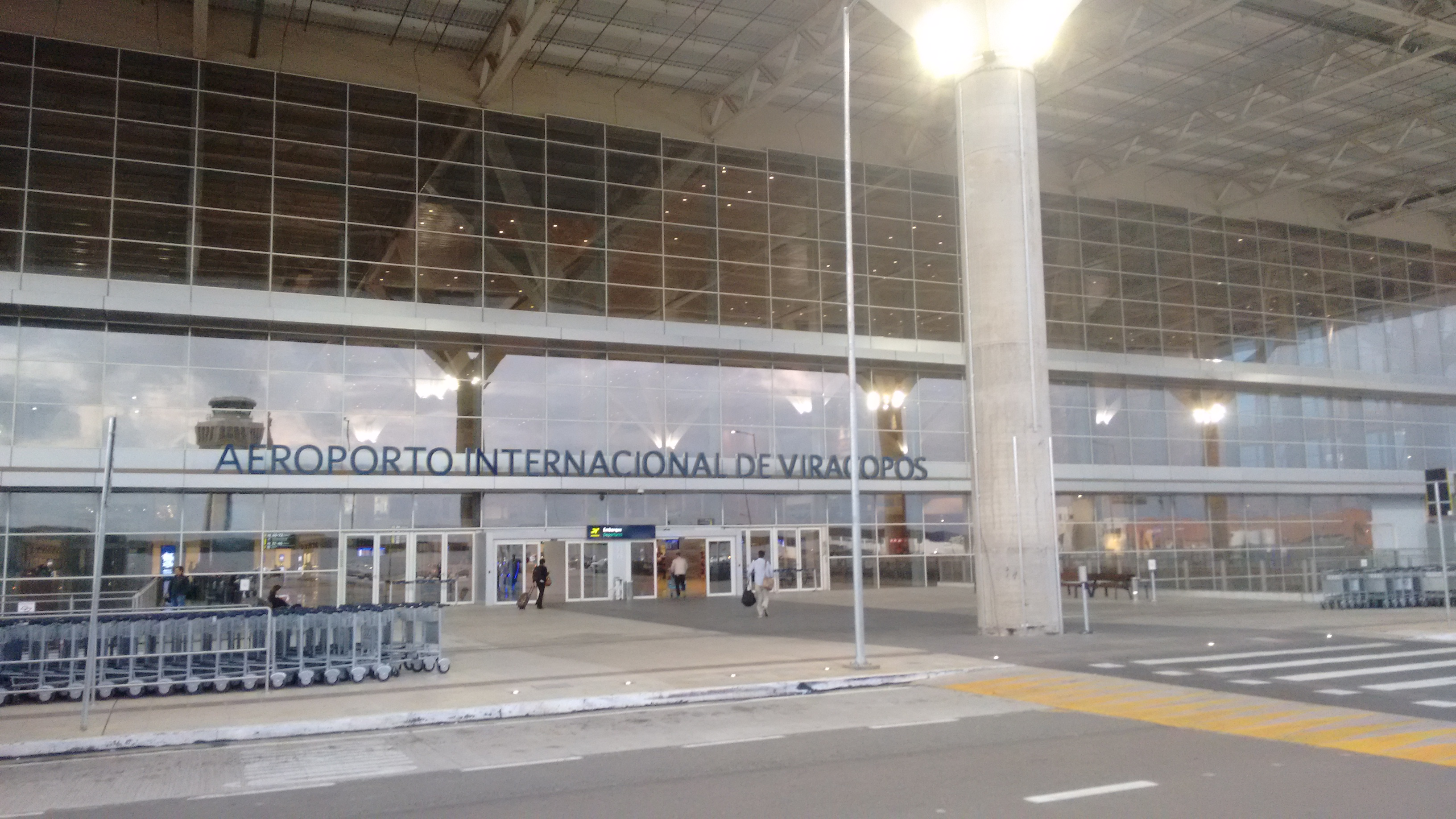
ヴィラコッポス国際空港

市内中心部から車で1時間から1時間30分程度の距離にある、サンパウロ州第2の都市のカンピーナスにヴィラコッポス国際空港がある。以前は国際線が中心に乗り入れていたが、現在は国内線と国際線が乗り入れているほか、大規模な航空貨物設備があることから世界各国から貨物便が乗り入れている。
格安航空会社のアズールブラジル航空の拠点空港となって乗り入れ数が飛躍的に増大したことや、コンゴーニャス空港とグアルーリョス国際空港の需要ひっ迫を受けて、2015年には新旅客ターミナルが供用されたほか、現在第2滑走路の建設が行われている。

## 観光

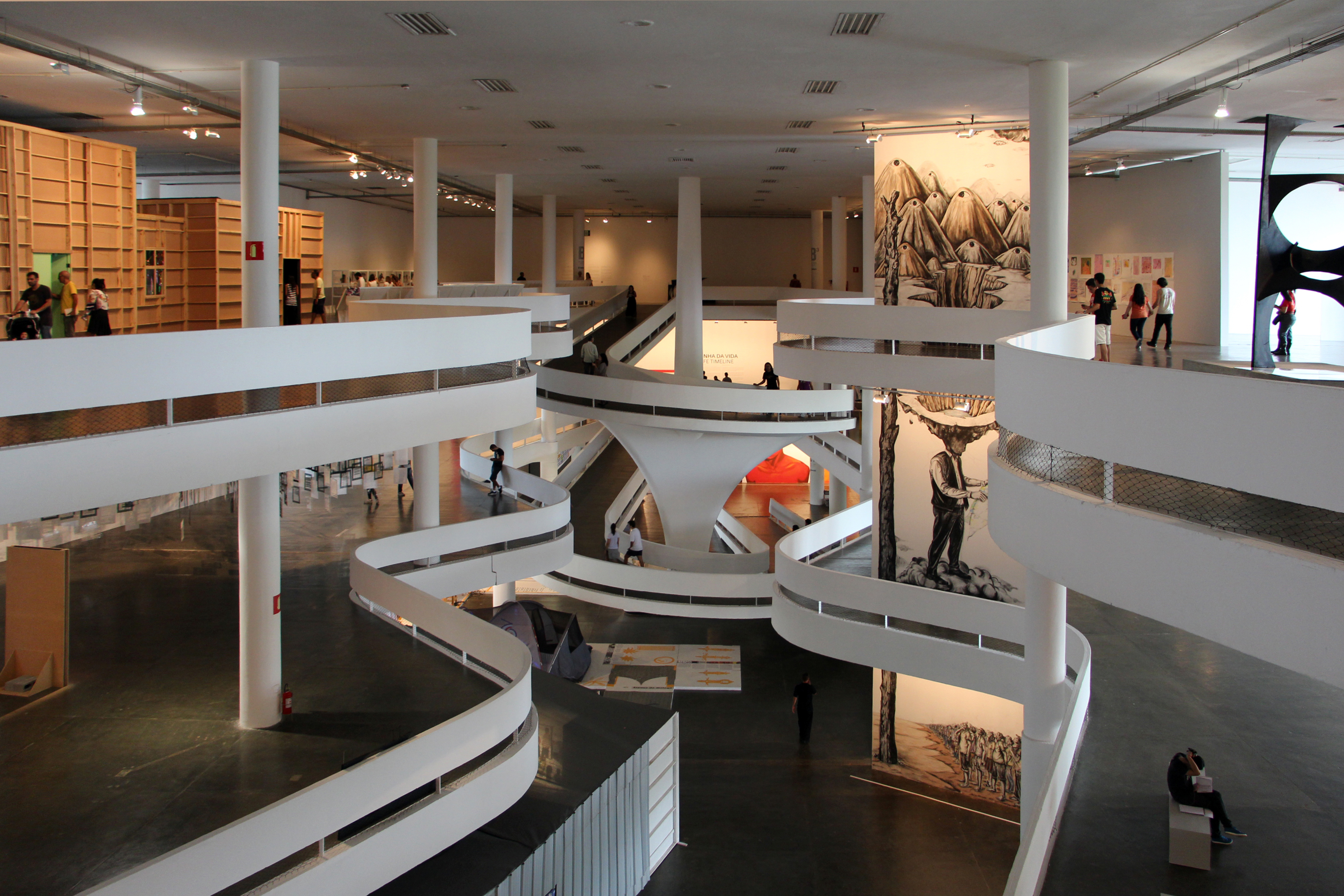
サンパウロ・ビエナール

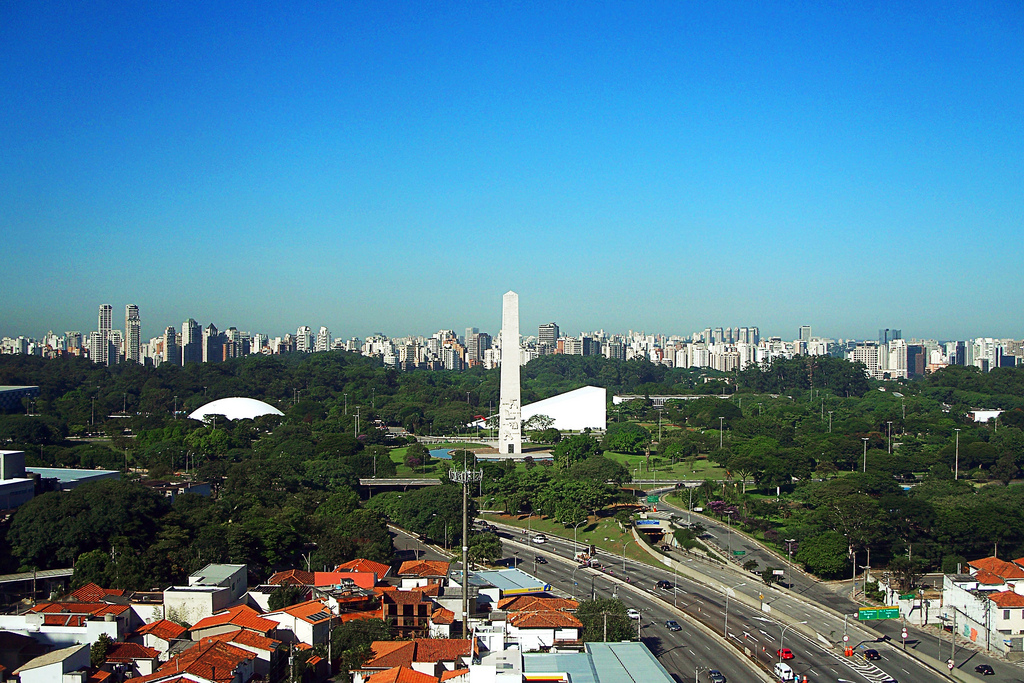
クリスマスの時期のイビラプエラ公園

サンパウロには、多くの観光名所がある。しかし、一方でサンパウロはほぼ全地域が犯罪多発地域とも言える都市でもある。観光客の訪問には十分な注意が必要である。
- サンパウロ美術館 (MASP)
- サンパウロ・ビエナール（1951年より開催されている世界的に有名な国際美術展覧会）
- パウリスタ博物館
- リベルダージ（東洋人・日本人街）
  - ブラジル日本文化福祉協会
    - 日系移民博物館
- イビラプエラ公園
  - パヴィリオン・ダ・ビエナール（イビラプエラ公園内にあるオスカー・ニーマイヤー設計の見本市会場）
- バンデイランテスの丘
- モルンビー・スタジアム（高級住宅地、モルンビーにあるサンパウロFCのホームグラウンド）
- パカエンブースタジアム
- インテルラゴス・サーキット（インテルラゴスにあるF1ブラジルGPの開催サーキット）
- アイルトン・セナの墓（モルンビー）
- ブタンタン（毒蛇・毒グモ研究所）
- サンパウロ競馬場
- アクリマソン公園
- カルナバル（リオデジャネイロやその他の都市と同時期に行われる）
- コパン・ビルディング
- ルス駅

## 文化
サンパウロは人口の多さのみならず、様々な人種が交わりあうブラジルの中でも特に多彩な人種構成となっていることから、ブラジルのみならず南米における最大の文化の中心、発信地として注目を浴びる存在である。

### 美術館

サンパウロ市立劇場

国際美術展覧会「サンパウロ・ビエンナーレ」や各種展覧会が定期的に行われるほか、市内にはサンパウロ美術館をはじめとする多数の美術館が点在する。また、サンパウロ市立劇場やイビラプエラ公会堂をはじめとする多数の劇場やコンサートホールがあり、ブラジル最大の人口を持つ都市であることや、新聞やテレビ、雑誌などの報道機関の多くが本拠を構えることもあり、ブラジルのみならず世界各国のアーティストが公演に訪れる。
また市内には、パヴィリオン・ダ・ビエンナールやコパン・コンプレックス、サンパウロ美術館をはじめとする、オスカー・ニーマイヤーなどの内外の著名な建築家が設計した建造物が多数存在する。

### 音楽

古い駅舎を利用した音楽ホールのサーラ・サンパウロ

1999年に、音楽ホール「サーラ・サンパウロ (Sala São Paulo)」がオープンした。歴史的建造物であるジュリオ・プレステス駅を改築利用したもので、1498席を持つ壮麗で美しいホールになっている。

## スポーツ
サンパウロのプロスポーツチーム
- サンパウロFC
- SCコリンチャンス・パウリスタ
- SEパルメイラス
- アソシアソン・ポルトゥゲーザ・ジ・デスポルトス

### サッカー

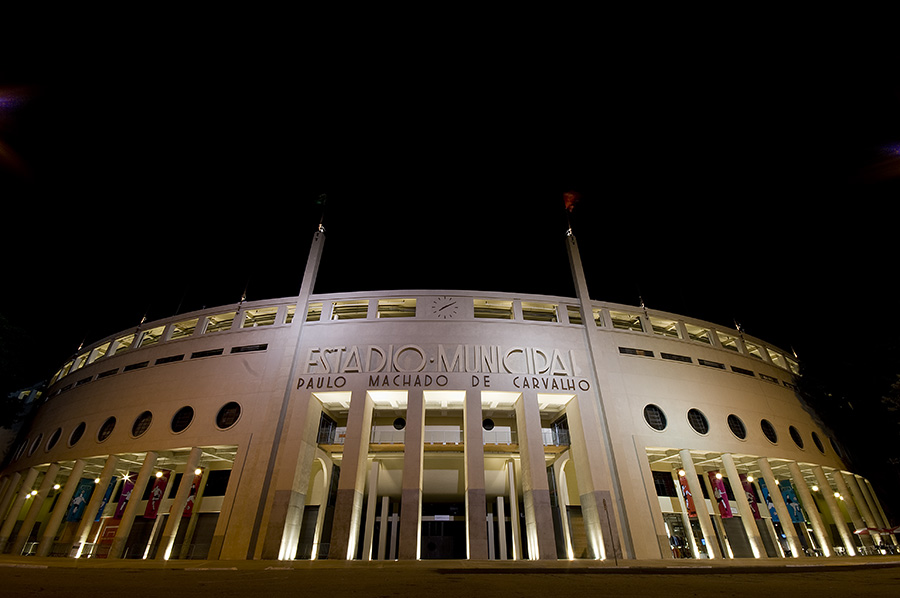
エスタジオ・ド・パカエンブー

サンパウロで最も人気のスポーツはサッカーであり、トヨタカップやFIFAクラブワールドカップで3度の優勝（世界一）を果たしている名門クラブのサンパウロFCを筆頭に、コリンチャンスやパルメイラスなどのクラブがサッカーリーグのブラジレイロ・セリエA（1部）に所属している。
サンパウロ市内にはエスタジオ・ド・モルンビーやエスタジオ・ド・パカエンブー、アリアンツ・パルケなどのスタジアムがあり、そこを本拠地としており、シーズン中に毎週行われる試合には数万人の熱狂的なサポーターが詰め掛ける。また、サンパウロには上記以外にもポルトゥゲーザと呼ばれるブラジレイロ・セリエD（4部）に所属するクラブも存在する。

### モータースポーツ

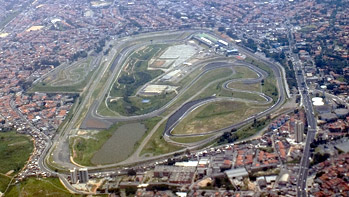
インテルラゴス・サーキット

郊外のインテルラゴスにあるインテルラゴス・サーキットでは、1970年代初頭より毎年F1世界選手権ブラジルGPが開催されている他、国内選手権のレースが定期的に開催されている。また、サンパウロは日本でも有名な伝説的レーシングドライバー、アイルトン・セナや人気レーシングドライバー、フェリペ・マッサやルーベンス・バリチェロの故郷でもある。

## 著名な出身者
- アイルトン・セナ：元F1ドライバー、1988年度、1990年度、1991年度世界チャンピオン
  - 死後、サンパウロ市内からグアルーリョス国際空港へアクセスする高速道路が彼の名を冠した名称に変更された。
- エマーソン・フィッティパルディ：元F1ドライバー、1972年度、1974年度世界チャンピオン
- ルーベンス・バリチェロ：元F1ドライバー
- フェリペ・マッサ：元F1ドライバー
- ブルーノ・セナ：元F1ドライバーでアイルトンの甥
- ルーカス・ディ・グラッシ：元F1ドライバー
- ホセ・カルロス・パーチェ：元F1ドライバー、サンパウロに所在するインテルラゴスサーキットの正式名称は「アウトドローモ・ホセ・カルロス・パーチェ」である。
- ペドロ・ディニス：元F1ドライバー
- インゴ・ホフマン：元F1ドライバー
- エリオ・カストロネベス：レーシングドライバー
- パウロ・カーカッシ：レーシングドライバー
- ジュニーニョ・パウリスタ：サッカー選手
- ロベルト・リベリーノ：元サッカー選手
- カフー：サッカー選手
- 大岩オスカール：現代美術家
- セルジオ越後：元サッカー選手
- ジョアン・ディクソン・カルバリオ：元サッカー選手
- 吉村大志郎：元サッカー選手
- アマラオ：元サッカー選手
- ロドリゴ宮本：野球選手
- 国東始：元大相撲力士
- ジャイアント・シルバ：プロレスラー
- マリア・ブエノ
- エデル・ジョフレ
- ビビアーニ大野：ファッションモデル
- サブリナ・サトー：グラビアモデル
- 小野リサ：歌手
- アリーネ：モデル
- 南かなこ：演歌歌手
- 水本光任：サンパウロ新聞設立
- 松元ユウイチ：プロ野球選手
- メリッサ・クニヨシ:歌手
- アウレリオ・ミゲル
- グスターボ・ツボイ
- アレックス・バロス
- アデマール・ダ・シルバ
- リアンドロ・バルボサ
- カルロス・オノラト
- フェリペ・キタダイ
- ポリアナ・オキモト

## 日本との関係

### 日系人

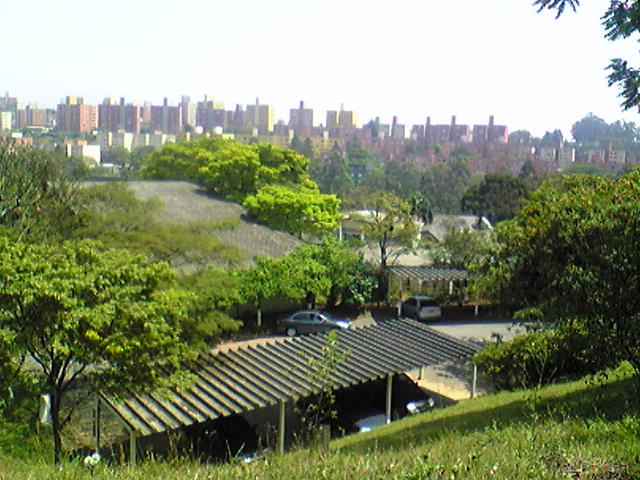
サンパウロ日本人学校

日系ブラジル人の約70%、約100万人が在住しているサンパウロは、トヨタ自動車や東京海上日動、コマツや日本航空、東芝やヤマハ発動機など、様々な業種の日本企業が数百社進出しており、郊外には世界でも有数の規模の日本人学校、サンパウロ日本人学校があるなど、日本との縁が非常に深い都市である。
市内には日本の多くの都道府県人会の事務所があるほか、日系ブラジル人により、ホテルやレストランなど多くの日系ブラジル人向けの企業や商店も経営されている。
さらに総領事館も設置されているほか、日本政府の対外情報発信施設「ジャパン・ハウス」の第一号は、2017年4月30日にサンパウロで開設された。

### 東洋人街

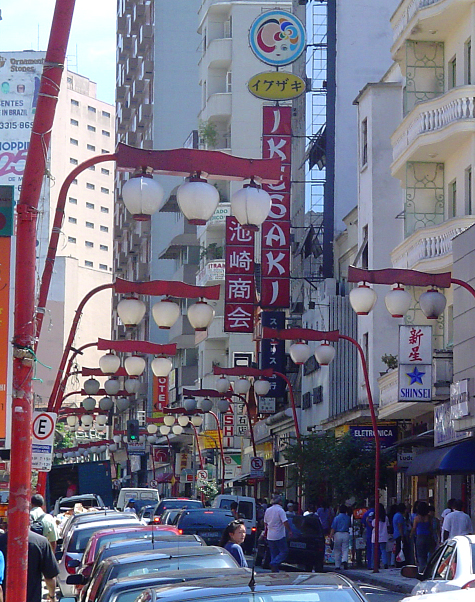
リベルダージ

サンパウロ市の中心地にある東洋人街「リベルダージ (Liberdade)」地区（「リベルダーデ」とも発音され、邦字紙の正規表現とされている。いずれもポルトガル語の発音では誤りではない）は、ガルボン・ブエノ街の入口に鳥居や大阪橋があり、また、中心部にも小さな日本式庭園が設置され、地区全体の街灯が鈴蘭の形をしているなど随所に日本らしさを取り入れた街づくりがされている。
同地区には日系団体御三家と呼ばれ、代表機関となっているブラジル日本文化福祉協会、サンパウロ日伯援護協会、ブラジル都道府県人会連合会の各事務所がある他、各県人会、日系福祉団体、日系文化団体の事務所が集中している。日系人が経営するホテルや日本食レストラン、日本語書籍の本屋や土産物店などが立ち並び活況を見せているほか、近年では中国系や韓国系など、他のアジア系住民の数も多い。日系の医療機関としてサンパウロ日伯援護協会のリベルダーデ医療センターがあり、日系医師による日本語での診察が受けられる。
なお、ブラジル日本文化福祉協会内に設置されている移民資料館では、当時の生活を再現した展示コーナーや日系人移民の旅券、当時使用していた生活用具などさまざまな文物が展示されており、日系ブラジル人の歴史を知る上で貴重な存在となっている。地下鉄のリベルダージ駅前の広場では一年の節々に、サンパウロ仙台七夕祭りや茅の輪くぐり、甘茶の振る舞いなど日本の年中行事が再現され、また秋田犬の品評会など日本に関わる行事が開催される。
サンパウロでは日本語による新聞も発行されている。ニッケイ新聞 (Jornal do Nikkey) があり、日本やブラジルのサンパウロニュースを日本語で読むことができる。また、日系紙では「サンパウロ市」のことを「聖市」と表記する。

### ゆかりの人物
- 麻生太郎：第92代日本国総理大臣、サンパウロ駐在経験あり。
- 小渕恵三：第84代日本国総理大臣、サンパウロに遊学。
- 猪口邦子：元衆議院議員、少女時代をサンパウロ近郊で過ごした。サンパウロ日本人学校出身。
- アントニオ猪木：プロレスラー、参議院議員、少年時代をサンパウロ近郊で過ごした。
- 大日方傳：俳優、サンパウロ近郊で牧場を経営した。
- 麻路さき：元宝塚歌劇団星組男役トップスター、現在サンパウロ在住。
- 原吉平  :  ニチボーブラジルをブラジル国法人として設立。塩塚忠美・市居誠一・原乙彦らとともに戦後における最初の海外進出を果たした。
- 原乙彦 : ニチボー駐在員。1960年第3回世界バレーボール大会 (女子)がブラジルで開催され、日本代表チームのコーチとなった大松博文率いる東洋の魔女の訪問・励ましを受ける。この時日本代表チームは準優勝。
- 原秀六 : クルビ・アトゥレチコ・パウリスターノ附属幼稚園出身。

## 姉妹都市

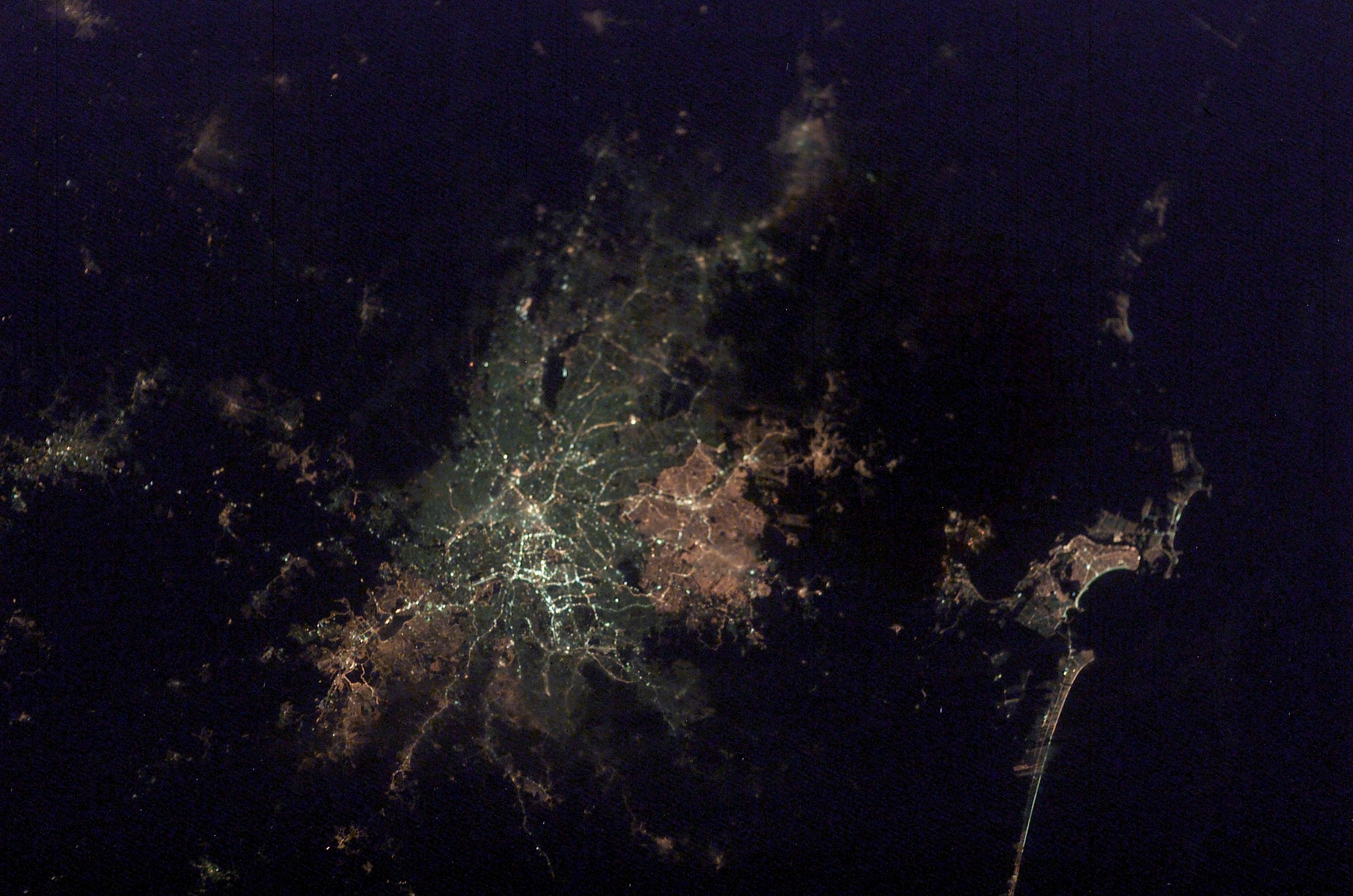
サンパウロの衛星写真（夜間）

- アビジャン、コートジボワール
- アルタ・フロレスタ、ブラジル
- アンマン、ヨルダン
- アスンシオン、パラグアイ
- バマコ、マリ共和国
- バルセロナ、スペイン[17]
- ブダペスト、ハンガリー
- ブエノスアイレス、アルゼンチン
- クルージュ＝ナポカ、ルーマニア
- コインブラ、ポルトガル
- コルドバ、スペイン[18]
- ダマスカス、シリア
- エレバン、 アルメニア
- フンシャル、ポルトガル
- Góis、ポルトガル
- ハバナ、キューバ
- ラパス、ボリビア
- ラ・プラタ、アルゼンチン
- リマ、ペルー
- ヨハネスブルグ、南アフリカ共和国
- レイリア、ポルトガル
- リスボン、ポルトガル
- ルアンダ、アンゴラ
- マカオ、中華人民共和国
- ミラノ、イタリア[19]
- パリ、フランス[20]
- メンドーサ、アルゼンチン
- ノーフォーク、アメリカ合衆国
- モンテビデオ、ウルグアイ
- 大阪、日本[21]
- 北京、中華人民共和国[22]
- プレシデンテ・フランコ、パラグアイ
- サン・クリストーバル・デ・ラ・ラグーナ、スペイン
- サンティアゴ・デ・チレ、チリ
- サンティアゴ・デ・コンポステーラ、スペイン
- サン・ホセ、コスタリカ
- ソウル、大韓民国[23]
- 上海、中華人民共和国
- テルアビブ、イスラエル[24]
- トロント、カナダ